# Latvijas Avīze
«Латвіяс Авізе» (лит. «Latvijas Avīze», у перекладі — «Латвійська газета»). Стара назва, до 1987 року, — «Лауку Авізе» (лит. «Lauku Avīze», у перекладі — «Сільська газета») — латвійський національно-консервативний щоденник (раніше — тижневик), що видається латиською мовою з головним офісом у Ризі. Головою керуючого Ради газети зараз є Guntars Kļavinskis. Газета публікується видавництвом «Lauku Avīze» з 1987 року.